# Cantonul Bourg-la-Reine
Cantonul Bourg-la-Reine este un canton din arondismentul Antony, departamentul Hauts-de-Seine, regiunea Île-de-France, Franța.

## Comune
- Antony (parțial)
- Bourg-la-Reine (reședință)